# Eduard Jan Dijksterhuis

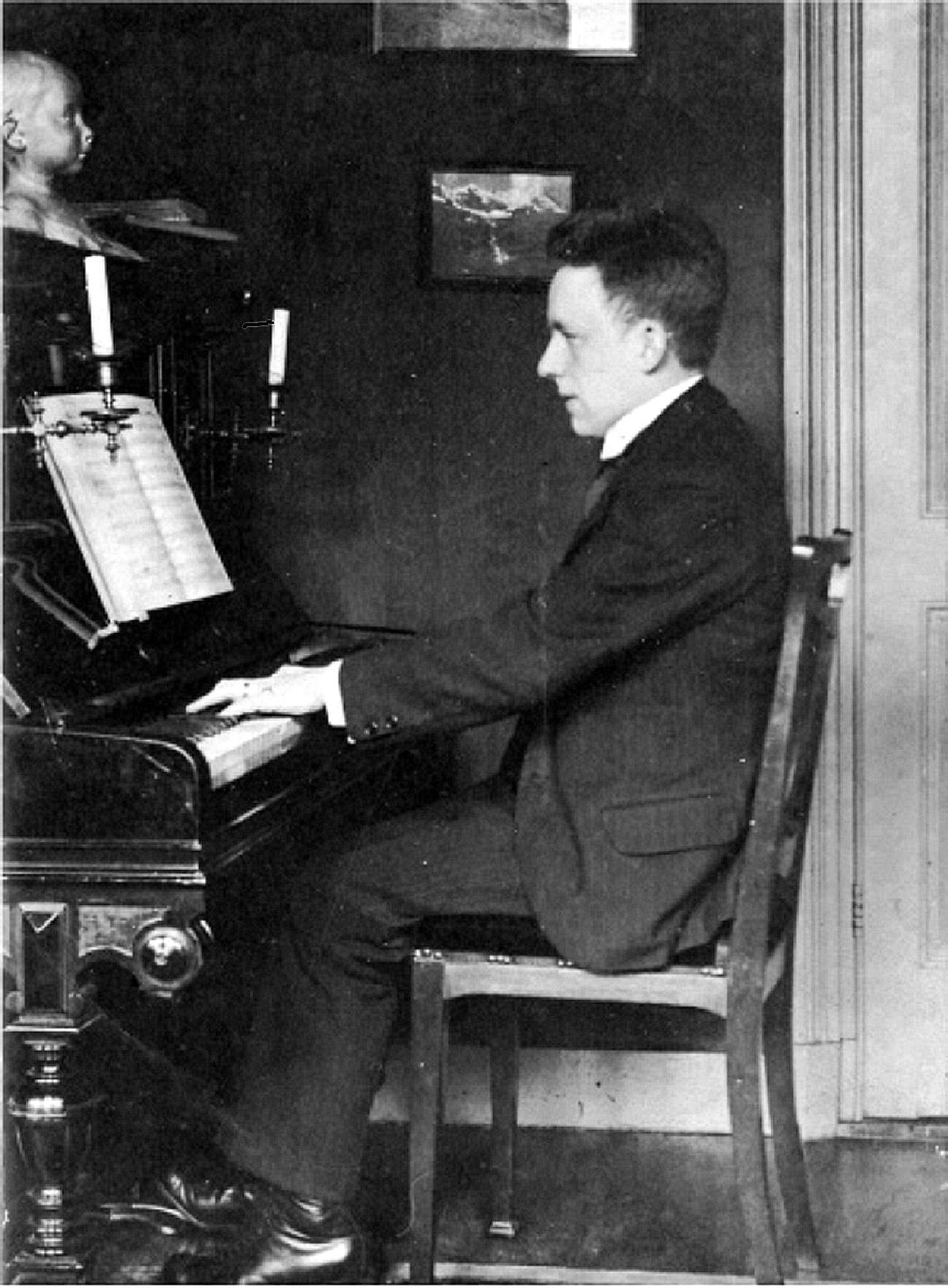
E. J. Dijksterhuis, ca. 1915

Eduard Jan Dijksterhuis (* 28. Oktober 1892 in Tilburg; † 18. Mai 1965 in De Bilt) war ein niederländischer Wissenschaftshistoriker. Dijksterhuis ist vor allem mit seinen Arbeiten zu Archimedes und mit der historischen Studie Die Mechanisierung des Weltbildes über die Frühgeschichte der Mechanik bekannt geworden.

## Leben
Eduard Dijksterhuis war der Sohn von Berend Dijksterhuis (1861–1921) und Gezina Eerkes (1865–1936). Der Vater war Geographie-Lehrer und Rektor des Gymnasiums (Rijkshogereburgerschool, RHBS) in Tilburg und hatte 1899 mit einer historischen Arbeit promoviert. Eduard Jan Dijksterhuis studierte von 1911 bis 1918 Mathematik an der Reichsuniversität Groningen. 1918 promovierte er mit der Schrift Bijdragen tot de kennis der meetkunde van het platte schroevenvlak (Geometrie der Schraubenfläche). Anschließend unterrichtete er bis 1953 Mathematik, Physik und Kosmografie. Zuerst war er 1916 bis 1918 Mathematiklehrer am Mädchengymnasium in Groningen und von 1919 bis 1953 am RHBS Willem II in Tilburg. 1934 bis 1958 leitete er den niederländischen Onderwijsraad, der die Regierung in Erziehungsfragen berät. 1940 bis 1960 war er Redaktionssekretär der Literaturzeitung De Gids, für die er zahlreiche Artikel zu unterschiedlichsten Themen verfasste. Er war aktiv in der Reform des Mathematik- und Mechanikunterrichts an niederländischen Schulen und propagierte die Berücksichtigung der Mathematikgeschichte im Unterricht (der Titel seiner Essaysammlung Clio’s Stiefkind spielt auf einen Aufsatz von Dijksterhuis über die Vernachlässigung der Wissenschaftsgeschichte im Unterricht in den Niederlanden an).
Nachdem er vorher Privatdozent in Amsterdam und 1932 bis 1936 in Leiden gewesen war, ging er 1953 als Professor an die Universität Utrecht und 1955 an die Universität Leiden. An beiden Hochschulen lehrte er Mathematikgeschichte und Wissenschaftsgeschichte. Als er 1960 ordentlicher Professor in Utrecht wurde, gab er den Lehrstuhl in Leiden auf. Er behielt seinen Lehrstuhl bis 1963. 1959 erlitt Dijksterhuis einen Schlaganfall, von dem er sich nicht mehr richtig erholen konnte. Er starb sechs Jahre später im Alter von 72 Jahren.
Dijksterhuis war seit 1920 mit Johanna Cathinka Elisabeth Niemeijer verheiratet, mit der er zwei Söhne und eine Tochter hatte.
Für sein Hauptwerk, Die Mechanisierung des Weltbildes, in Niederländisch 1950 erschienen, erhielt er 1951 den seinerzeitigen niederländischen Staatspreis für Literatur (P.C. Hooft-prijs). Eine deutsche Übersetzung erschien 1956 und eine englische 1961. Sie verfolgt die Geschichte des mechanischen Weltbildes (Astronomie, Physik, Chemie) von der Antike bis Newton.
1950 wurde der Wissenschaftler in die Königlich-Niederländische Akademie der Wissenschaften aufgenommen. Er war Mitglied der Simon-Stevin-Kommission der Niederländischen Akademie der Wissenschaften und 1955 an der Herausgabe des ersten Bandes seiner Werke beteiligt. 
1962 wurde er mit der George-Sarton-Medaille ausgezeichnet, dem  renommierten Preis für Wissenschaftsgeschichte der von George Sarton und Lawrence Joseph Henderson gegründeten History of Science Society (HSS). 
Dijksterhuis stand unter anderem in wissenschaftlicher Korrespondenz mit dem Physiker und Wissenschaftshistoriker Hans Schimank. Die Briefe sind in dem umfangreichen Nachlass von Schimank erhalten.

## Veröffentlichungen (Auswahl)
- Val en Worp. Een bijdrage tot de geschiedenis der mechanica van Aristoteles tot Newton. Groningen 1924.
- Archimedes. Groningen, 1938, englische Übersetzung Kopenhagen 1956.
- De elementen van Euclides. 2 Bände, Groningen, 1929–1930 (Kommentar zu Euklids Elementen).
- Die Mechanisierung des Weltbildes. Übersetzung von Helga Habicht. Springer, Berlin/Göttingen/Heidelberg 1956; Neudruck, mit einem Geleitwort von Heinz Maier-Leibnitz, ebenda 1983, ISBN 3-540-02003-9 (englische Übersetzung: Oxford University Press, 1961; Original 1950: De mechanisering van het wereldbeeld, Meulenhof, Amsterdam, Reprint 1980).
- Vreemde woorden in de wiskunde. Groningen 1939.
- Betekenis van de wis- en natuurkunde voor het leven en denken van Blaise Pascal. 1952.
- Simon Stevin. s’Gravenhage 1943 (Englische Übersetzung: Simon Stevin: Science in the Netherlands around 1600, s’Gravenhage 1970).
- Betekenis van de wis- en natuurkunde voor het leven en denken van Blaise Pascal. 1952.
- als Herausgeber Scientia: handboek voor wetenschap, kunst en religie in 3 delen. De Haan, 1956–1957.
- Clio’s stiefkind. Amsterdam, Bakker 1990 (Essays, herausgegeben und mit einer Einleitung versehen von K. van Berkel).
- als Herausgeber: Antieke en Moderne Kosmologie. Arnheim 1941.
- Die Mechanisierung des Weltbildes. Physikalische Blätter, Band 12, 1956, S. 481–494 (Vortrag Bremen 1951), doi:10.1002/phbl.19560121101.